# Сухопутные войска Румынии
Сухопутные войска Румынии (рум. Forţele Terestre Române) — один из видов Вооружённых сил Румынии.

## Рода войск и службы
- Пехота (рум. Infanteria)
- Горные стрелки (Vanatori de munte)
- Танковые войска (Tancurile)
- Артиллерия (Artileria)
- Зенитные ракетные войска и артиллерия (Rachetele si artileria antiaeriana)
- Войска связи и компьютерной безопасности (Structurile de comunicatii si informatica)
- Войсковая разведка (Cercetarea)
- Инженерные войска (Geniu)
- Войска РХБЗ (Unitatile si subunitatile de aparare NBC)
- Воздушно-десантные войска (Parasutistii)
- Военная полиция (Politia Militara)

## Структура
Организационно-штатная структура СВ Румынии на 2023 год.

Структура сухопутных войск Румынии 2023.

### Части центрального подчинения

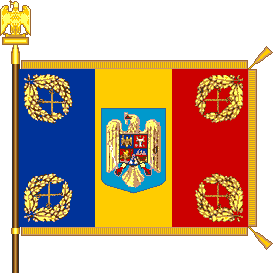
Боевое знамя сухопутных войск Румынии

- Главный штаб Сухопутных войск (г. Бухарест)
  - Гарнизон Бухареста
  - 30-я гвардейская бригада «Михай Витязул» (Бухарест)
  - 2-я база материально-технического обеспечения «Валахия» (Baza 2 Logistică «Valahia»)
    - 22-й транспортный батальон «Дымбовица» (Тырговиште)
    - 102-й батальон технического обслуживания (Буков)

  - 313-й разведывательный батальон «Буребиста» (Бухарест)
  - 500-й батальон штаба и обслуживания (Бухарест)

- Учебное командование (Бухарест)
  - Военная академия (Сибиу)
  - Сержантская школа (Питешти)
  - 3 прикладные школы, каждая с учебным батальоном в Сибиу, Питешти, Бузэу
  - Военный колледж «Михай Витязул» (Алба-Юлия)
  - Военный колледж «Дмитрий Кантемир» (Бряза)
  - Военный колледж «Стефан III Великий» (Кымпулунг-Молдовенеск)
  - Военный колледж «Тудор Владимиреску» (Крайова)
  - Военный колледж «Александру Иоан Куза» (Констанца)

- 18-я бригада разведки и наблюдения «Банат» (Тимишоара)
  - 26-й горнострелковый батальон разведки и наблюдения «Аврам Янку»
  - 32-й пехотный батальон разведки и наблюдения «Мирча»
  - 313-й разведывательный батальон
  - 184-й радиотехнический дивизион ПВО «Тимиш»
  - 185-й батальон материального обеспечения «Муреш»

- 8-я реактивная артиллерийская бригада «Александру Иоан Куза» (Brigada 8 LAROM «Alexandru Ioan Cuza»)[3] (Фокшани)
  - 81-й реактивный артиллерийский дивизион «Майор Георге Шонцу» (Batalionul 81 ROT «Maior Gheorghe Şonţu»)
  - 83-й реактивный артиллерийский дивизион «Богдан I» (Batalionul 83 LAROM «Bogdan I»)
  - 96-й реактивный артиллерийский дивизион «Мирча Воевода» (Batalionul 96 LAROM «Mircea Voievod»)
  - 84-й дивизион артиллерийской разведки «Мэрэшти» (Batalionul 84 Asigurare Date «Mărăşti»)
  - 85-й батальон материального обеспечения «Генерал Михаил Черкез» (Batalionul 85 Logistic «General Mihail Cerchez»)

- 10-я инженерная бригада «Нижний Дунай» (Brigada 10 Geniu «Dunărea de Jos») (Брэила)
  - 2-я группа обезвреживания боеприпасов (Бухарест)
  - 5-я группа обезвреживания боеприпасов (Брэила)
  - 52-й интернациональный инженерный батальон «Тиса» (Сату Марэ)
  - 72-й мостовой батальон «Генерал Константин Саву»
  - 96-й мостовой батальон «Кетатя Букурешти»
  - 136-й мостовой батальон «Апулум»
  - Понтонно-мостовой батальон «Дунай» (Брэила)
  - 110-й батальон материального обеспечения «Маршал Константин Презан»

### 2-я пехотная дивизия «Гетика»
- Управление дивизии (Бузэу)
  - 200-й батальон поддержки (Бузэу)

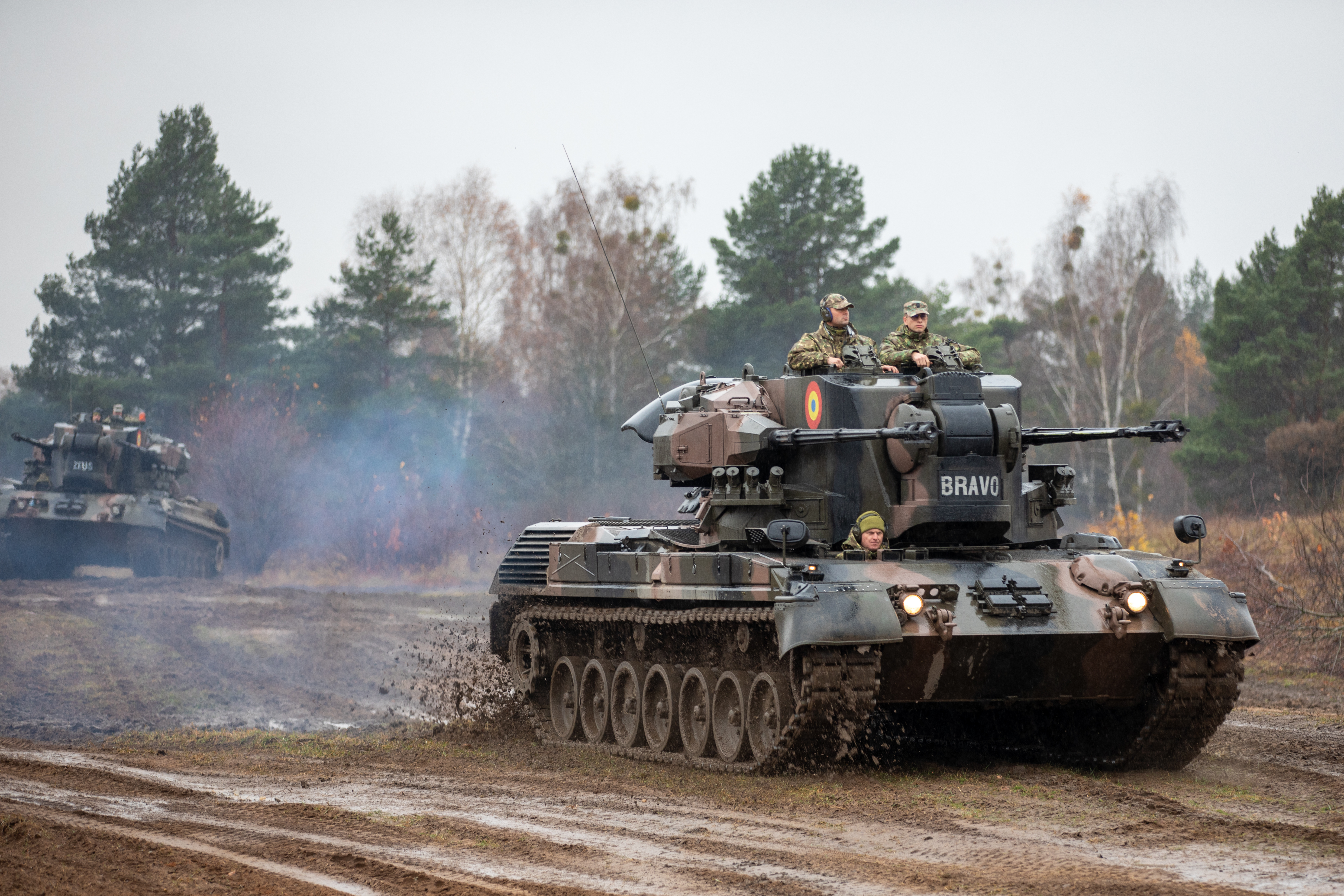
ЗСУ «Гепард» 9-й механизированной бригады «Мэрэшешти» на учениях Rifle Forge на полигоне Бемово-Писке в Польше. 8 ноября 2021 г.

  - 47-й батальон коммуникации и информации (Бузэу)
  - 52-й смешанный артиллерийский полк «Генерал Александру Телл» (Бырлад)
    - Миномётный дивизион
    - Артиллерийский дивизион
    - Реактивная артиллерийская батарея

  - 53-й зенитный ракетный полк «Трофей Траяна» (Regimentul 53 Rachete Antiaeriene «Tropaeum Traiani») (Меджидия) (С-75)
  - 61-й зенитный ракетный полк «Пелендава» (Слобозия) (MIM-23 Hawk)
  - 3-я база материально-технического обеспечения «Зарджидава» (Роман)
    - 43-й транспортный батальон «Роман I Мушат»
    - 83-й ремонтно-восстановительный батальон «Эст»

  - 528-й разведывательный полк «Влад Цепеш» (Batalionul 528 Cercetare «Vlad Ţepeş») (Брэила)
  - 3-й инженерный батальон «Генерал Константин Поэнару» (Бузэу)
  - 49-й батальон РХБЗ (Batalionul 49 Apărare C.B.R.N. «Argeş») (Питешти)
  - 202-й батальон РХБЗ «Генерал Георге Телеман» (Хуши)
  - 4-я сапёрная группа обезвреживания боеприпасов

- 1-я бригада манёвренной поддержки «Арджедава» (Бухарест)
  - 1-й батальон военно-гражданского сотрудничества (Batalionul 1 °C.I.M.I.C.) (Бухарест)
  - 265-й батальон военной полиции (Бухарест)
  - 495-й парашютно-десантный батальон «Капитан Штефан Соверт» (Клинцени)
  - 113-й артиллерийский дивизион «Бырыганул» (Bărăganul)
  - 635-й дивизион ПВО «Прециста»
  - 117-й батальон материального обеспечения «Полковник Александру Полизу» (Colonel Alexandru Polyzu)

- 2-я горнострелковая бригада «Сармизегетуза» (Brigada 2 Vânători de Munte «Sarmizegetusa») (Брашов)
  - 21-й горнострелковый батальон «Генерал Леонард Мочулски» (Batalionul 21 Vânători de Munte «General Leonard Mociulschi») (Предял)
  - 30-й горнострелковый батальон «Драгославеле» (Batalionul 30 Vânători de Munte «Dragoslavele») (Кымпулунг)
  - 33-й горнострелковый батальон «Посада» (Batalionul 33 Vânători de Munte «Posada») (Куртя-де-Арджеш)
  - 206-й артиллерийский дивизион (Генерал Михаил Лэкэтушу) (Гимбав)
  - 228-й дивизион ПВО «Пятра Краюлуи» (Piatra Craiului) (Брашов)
  - 229-й батальон материального обеспечения (Брашов)

- 9-я механизированная бригада «Мэрэшешти» (Brigada 9 Mecanizată «Mărăşeşti») (Констанца)
  - 114-й танковый батальон «Петру Черчел» (Тырговиште)
  - 912-й танковый батальон «Малая Скифия» (Мурфатлар)
  - 341-й механизированный батальон «Констанца»
  - 911-й механизированный батальон «Капидава»
  - 345-й артиллерийский дивизион «Томис»
  - 348-й дивизион ПВО «Добруджа» (Мурфатлар)
  - 168-й батальон материального обеспечения «Понт Эвксинский»

- 282-я бронетанковая бригада «Соединённые княжества Молдавии и Валахии» (Brigada 282 Infanterie Mecanizată «Unirea Principatelor») (Фокшани)
  - 284-й танковый батальон «Куза Водэ» (Галац)
  - 2-й механизированный батальон «Кэлугэрени» (Batalionul 2 Infanterie «Călugăreni») (Бухарест)
  - 280-й механизированный батальон «Капитан Вальтер Мэрэчиняну» (Batalionul 280 Infanterie Mecanizată «Căpitan Valter Mărăcineanu»')
  - 300-й механизированный батальон «Святой Андрей» (Batalionul 300 Infanterie Mecanizată «Sfântul Andrei»)
  - 285-й артиллерийский дивизион «Владислав I» (Divizionul 285 Artilerie Mixtă)
  - 288-й дивизион ПВО «Милков» (Batalionul 288 Apărare Antiaeriană «Milcov») (Фокшани)
  - 469-й батальон материального обеспечения «Путна»

### 4-я пехотная дивизия «Гемина»
- Управление дивизии (Клуж-Напока)[4]

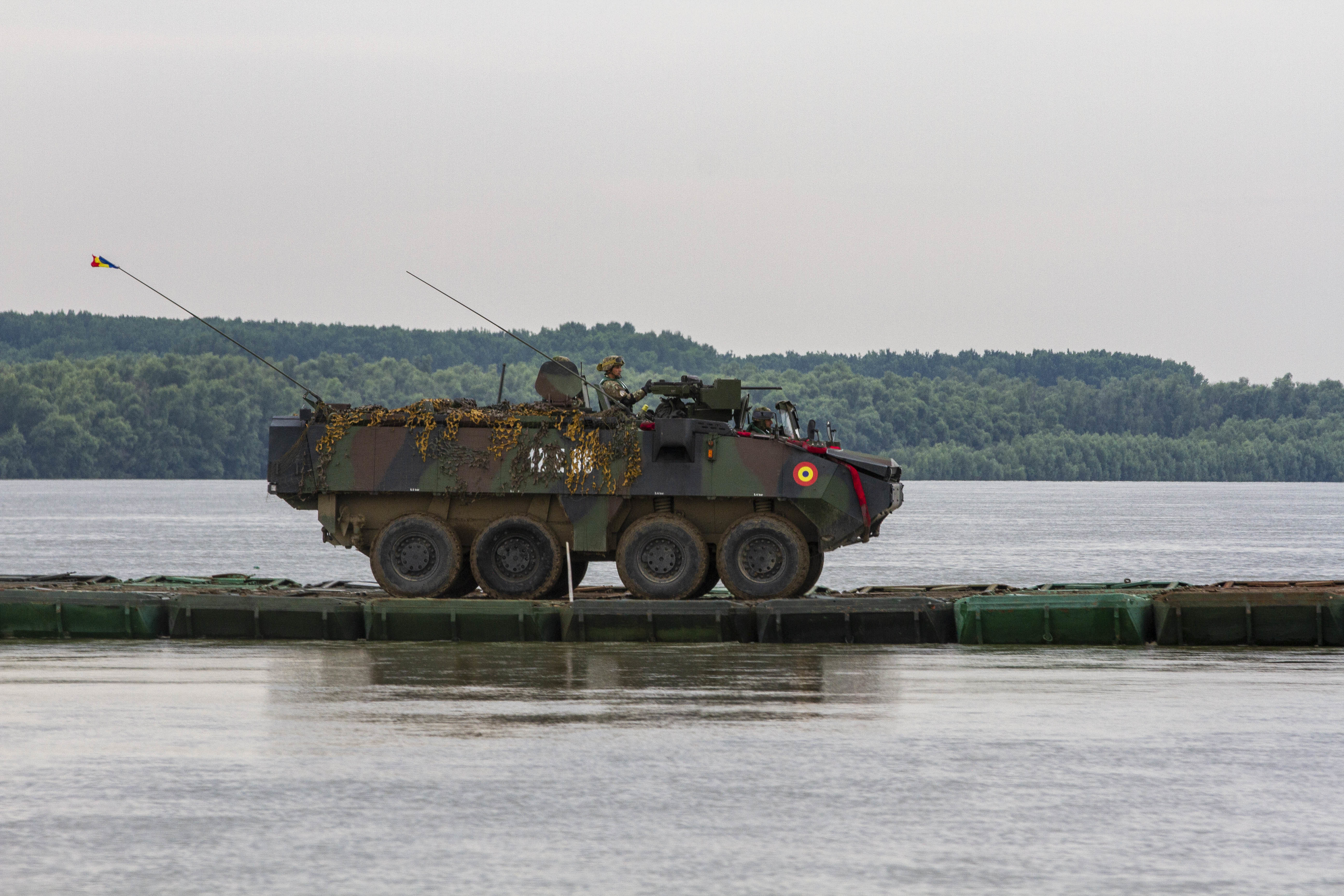
Румынский БТР Piranha IIIC пересекает реку Дунай по понтону PR-71 возле Бордушани во время учений Saber Guardian 2019. 19 июня 2019

  - 400-й батальон поддержки «Феляку» (Клуж-Напока)
  - 317-й разведывательный полк «Влэдяса» (Клуж-Напока)
  - 55-й батальон коммуникации и информации «Напока» (Клуж-Напока)
  - 69-й смешанный артиллерийский полк «Сильвания» (Шимлеу-Силванией)
    - 7-й реактивный артиллерийский дивизион (Флорешти)
    - 183-й смешанный артиллерийский дивизион
    - 315-й артиллерийский дивизион
    - 316-й батальон артиллерийской разведки
    - 317-й батальон материального обеспечения

  - 50-й зенитный ракетный полк «Андрей Мурешану» (Флорешти (Куб, Оса-АКМ)
    - 1-й зенитный ракетный дивизион
    - 2-й зенитный ракетный дивизион

  - 53-й инженерный батальон «Скорило» (Дева)
  - 3-я группа обезвреживания боеприпасов (Бистрица)
  - 72-й батальон РХБЗ «Раду Негру» (Сигишоара)
  - 4-я база материального обеспечения «Трансильвания» (Деж)
    - 41-й транспортный батальон «Бобылна»
    - 88-й батальон технического обслуживания «Ардалуль»

- 15-я механизированная бригада «Высокий мост» (Яссы)
  - 631-й танковый батальон «Ойтуз»
  - 814-й танковый батальон «Михай Водэ»
  - 151-й пехотный батальон «Рэзбоени» (Batalionul 151 Infanterie «Războieni»)
  - 634-й пехотный батальон «Маршал Юзеф Пилсудский»
  - 335-й артиллерийский дивизион «Александр I Добрый»
  - 55-й дивизион ПВО «Прециста»
  - 198-й батальон материального обеспечения «Прут»

- 61-я горнострелковая бригада «Вирджил Бэдулеску» (Меркуря-Чук)
  - 17-й горнострелковый батальон «Драгош Водэ»
  - 22-й горнострелковый батальон «Чирешоая»
  - 24-й горнострелковый батальон «Генерал Георгий Аврамеску»
  - 385-й артиллерийский дивизион «Янку де Хунедоара»
  - 468-й дивизион ПВО «Тротуш»
  - 435-й батальон материально-технического обеспечения «Чук»

- 81-я механизированная бригада «Генерал Григоре Бэлан» (Бистрица)
  - 191-й смешанный миротворческий пехотный батальон (Арад)
  - 811-й пехотный батальон «Деж»
  - 812-й пехотный батальон «Бистрица»
  - 813-й пехотный батальон (Бая-Маре)
  - 817-й артиллерийский дивизион «Пётр IV Рареш»
  - 612-й противотанковый артиллерийский дивизион
  - 3-й дивизион ПВО «Потайса»
  - 405-й батальон материального обеспечения «Нэсэуд»

## НАТО
- Союзное командование объединённых сил НАТО «Неаполь» (NATO Allied Joint Force Command Naples) (Неаполь)
  - Штаб многонационального корпуса «Юго-Восток» (Headquarters Multinational Corps South-East (HQ MNC-SE)) (Сибиу)
    - 46-й полк обеспечения (Сибиу)
    - Штаб многонациональной дивизии «Юго-Восток» (Headquarters Multinational Division Southeast (HQ MND-SE)) (Бухарест)
      - 300-й батальон штаба и обслуживания (Бухарест)
      - 45-й батальон связи и информации «Капитан Григоре Джосану» (Batalionul 45 Comunicaţii şi Informatică «Căpitan Grigore Giosanu»)
      - Многонациональная бригада «Юго-Восток»[~ 3] (Multinational Brigade South-East (HQ MN BDE-SE)) (Крайова)
        - 20-й пехотный батальон «Долж» (Batalionul 20 Infanterie «Dolj»)
        - 22-й пехотный батальон «Романаци» (Batalionul 22 Infanterie «Romanați»)
        - 26-й пехотный батальон «Нягое Басараб» (Batalionul 26 Infanterie «Neagoe Basarab»)
        - 325-й артиллерийский батальон «Алутус» (Batalionul 325 Artilerie «Alutus»)
        - 205-й батальон ПВО «Генерал Георге Пэрвулеску» (Batalionul 205 Apărare Antiaeriană «General Gheorghe Părvulescu»)
        - 116-й батальон тылового обеспечения «Янку Жиану[рум.]» (Batalionul 116 Logistic «Iancu Jianu»)

## Вооружение и военная техника
| Тип                                               | Изображение | Производство         | Назначение                                      | Количество | Примечания |
| Танки                                             | Танки       | Танки                | Танки                                           | Танки      | Танки |
| ------------------------------------------------- | ----------- | -------------------- | ----------------------------------------------- | ---------- | --- |
| TR-85M1 «Bizonul»                                 |             | Румыния              | основной боевой танк                            | 54         | Модернизация танка TR-85. |
| TR-85                                             |             | Румыния              | средний танк                                    | 235        | Модернизация танка TR-580. |
| TR-580                                            |             | Румыния              | средний танк                                    | 42         | Румынская версия Т-55. |
| Т-55АМ                                            |             | СССР                 | средний танк                                    | 220        | |
| Боевые машины пехоты                              |             |                      |                                                 |            | |
| MLI-84M «Jderul»                                  |             | Румыния              | боевая машина пехоты                            | 101        | Модернизация MLI-84. |
| Бронетранспортёры                                 |             |                      |                                                 |            | |
| Piranha V                                         |             | Швейцария Румыния    | бронетранспортёр                                | 68/227     | В 2017 году Румыния подписала с GDELS контракт на сумму 900 миллионов евро на закупку и производство 227 бронетранспортеров Piranha V в Румынии. Piranha V будет построен в Румынии на основании соглашения о совместном предприятии между Бухарестский Механический Заводом (UMB) и GDELS Romania. Первая партия из 36 машин была произведена на заводе GDELS-Mowag в Кройцлингене, Швейцария, и в октябре 2020 года была передана 26-му пехотному батальону «Neagoe Basarab». В 2022 году премьер-министр Румынии, Николае Чукэ объявил, что Румыния купит больше Piranha V в дополнение к уже заказанным 227. |
| Cobra II                                          |             | Турция               | Бронеавтомобиль                                 | 1059       | |
| MOWAG Piranha IIIC                                |             | Швейцария            | бронетранспортёр                                | 43         | 43 единиц было закуплено в Швейцарий |
| Saur 2                                            |             | Румыния              | бронетранспортёр                                | 51         | |
| B33 Zimbru                                        |             | Румыния              | бронетранспортёр                                | 69         | Румынская модификация советского БТР-80 |
| TAB-77                                            |             | Румыния              | бронетранспортёр                                | 153        | Румынская модификация советского БТР-70 |
| TAB-71                                            |             | Румыния              | бронетранспортёр                                | 354        | Румынская модификация советского БТР-60 |
| MLVM                                              |             | Румыния              | бронетранспортёр                                | 76         | Боевая машина пехоты для горной местности. Используется подразделениями Vânători de munte. |
| TABC-79                                           |             | Румыния              | бронетранспортёр                                | 480        | Укороченная модификация TAB-77 |
| Многоцелевые бронированные машины                 |             |                      |                                                 |            | |
| Cougar                                            |             | США                  | Противоминно-стойкая машина с защитой от засады | 6          | Используется войсками EOD. |
| International MaxxPro                             |             | США                  | Противоминно-стойкая машина с защитой от засады | 60         | |
| Oshkosh M-ATV                                     |             | США                  | Противоминно-стойкая машина с защитой от засады | нет данных | Предоставлен Соединенные Штаты Америки, используется войсками ISAF в Афганистан. |
| Wolf                                              |             | Израиль              | Армейский вездеход                              | 3          | |
| Stimpex Dracon                                    |             | Румыния              | Армейский вездеход                              | Нет данных | |
| Panhard PVP                                       |             | Франция              | Армейский вездеход                              | 16         | |
| URO VAMTAC                                        |             | Испания              | Армейский вездеход                              | 62         | Испанская версия HMMWV |
| HMMWV                                             |             | США                  | Армейский вездеход                              | 320        | |
| Небронированные многоцелевые автомобили           |             |                      |                                                 |            | |
| Dacia Duster                                      |             | Румыния              | Полноприводный многоцелевой автомобиль          | 886+       | |
| Jeep Wrangler                                     |             | США                  | Полноприводный многоцелевой автомобиль          | нет данных | |
| Harris                                            |             | США                  | Авторадиостанция                                | нет данных | установлены на Chevrolet Tahoe |
| Technamm                                          |             | Франция Япония       | Легкий грузовой автомобиль                      | 5+         | |
| Polaris ATV                                       |             | США                  | Легкий вездеход                                 | нет данных | |
| Arctic Cat Prowler                                |             | США                  | Легкий вездеход                                 | нет данных | Используются в Горные охотники |
| TGB ATV                                           |             | Китайская Республика | Легкий вездеход                                 | нет данных | Используются в Горные охотники |
| Роботы для обезвреживания взрывоопасных предметов |             |                      |                                                 |            | |
| Foster-Miller TALON                               |             | США                  | Гусеничный военный робот                        | Неизвестно | |
| CALIBER T5                                        |             | Канада               | Гусеничный военный робот                        | Неизвестно | |
| Артиллерийские системы                            |             |                      |                                                 |            | |
| 2С1 «Гвоздика»                                    |             | СССР                 | 122-мм САУ                                      | 6          | |
| M89                                               |             | Румыния              | 122-мм САУ                                      | 34         | САУ на шасси MLI-84, с башней от 2С1 «Гвоздика» |
| M30M                                              |             | СССР Румыния         | 122-мм гаубица                                  | 202        | Вариант 122-мм гаубица образца 1938 года (М-30) модернизирована Румынией. |
| M81                                               |             | Румыния              | 152-мм буксируемая гаубица                      | 320        | |
| M1985                                             |             | Румыния              | 152-мм буксируемая пушка-гаубица                | 116        | |
| M142 HIMARS                                       |             | США                  | 227-мм РСЗО                                     | 18/54      | |
| LAROM                                             |             | Румыния/ Израиль     | 122/160-мм РСЗО                                 | 54         | Модернизация APR-40, доступна в двух вариантах 122 и 160-мм |
| APR-40                                            |             | Румыния              | 122-мм РСЗО                                     | 134        | Румынская версия БМ-21 «Град» |
| M1982                                             |             | Румыния              | 120-мм Миномёт                                  | 266        | |
| Противотанковое вооружение                        |             |                      |                                                 |            | |
| БРДМ-29П122 Малютка-М                             |             | СССР                 | ПТРК                                            | 12         | БРДМ-2 с ПТРК Малютка-М |
| БРДМ-29П133 Малютка-П                             |             | СССР                 | ПТРК                                            | 98         | БРДМ-2 с ПТРК Малютка-П |
| БРДМ-29П148 Конкурс                               |             | СССР                 | ПТРК                                            | 48         | БРДМ-2 с ПТРК Конкурс |
| M1977                                             |             | Румыния              | 100-мм противотанковая пушка                    | 218        | |
| Переносные ракетные установки                     |             |                      |                                                 |            | |
| Spike                                             |             | Израиль              | ПТРК                                            | 2000+      | Spike ER и Spike LR Используется на MLI-84M Jderul, IAR 330 Puma SOCAT и переносных самолетах для наземных войск. |
| AG-7                                              |             | СССР Румыния         | ракетная пусковая установка                     | н/д        | Румынская версия РПГ-7; стандартное противотанковое оружие пехоты на уровне небольшого подразделения. |
| 9K111 Fagot                                       |             | СССР                 | ПТРК                                            | н/д        | Куплен в 1980-х годах. |
| M72A5 LAW                                         |             | США Норвегия         | ПТРК                                            | н/д        | Приобретен у Nammo Raufoss AS, Норвегия. |
| Системы ПВО                                       |             |                      |                                                 |            | |
| Гепард                                            |             | Германия             | ЗСУ 2 × 35-мм                                   | 36         | |
| Эрликон GDF-005                                   |             | Швейцария            | буксируемое зенитное орудие 2 × 35-мм           | 24         | |
| 2K12 «Куб»                                        |             | СССР                 | самоходный ЗРК                                  | 32         | |
| Вспомогательные машины                            |             |                      |                                                 |            | |
| DMT-85M1                                          |             | Румыния              | Инженерный танк                                 | 5          | |
| Bergepanzer 2                                     |             | Германия             | БРЭМ                                            | 3          | БРЭМ на базе танка Леопард 1 |
| TEHEVAC MLI-84                                    |             | Румыния              | БРЭМ                                            | нет данных | на базе MLI-84 |
| MEDEVAC MLI-84M                                   |             | Румыния              | бронемашина медицинской эвакуации               | нет данных | на базе MLI-84 |
| PCMB MLI-84M                                      |             | Румыния              | Батальонная командирская машина                 | нет данных | на базе MLI-84 |
| NX7 B3                                            |             | Франция              | Траншейный экскаватор                           | нет данных | |
| AMT 125                                           |             | Румыния              | Автокран                                        | 20+        | Используется военно-инженерными подразделениями. |
| AMT 950                                           |             | Румыния              | Автокран                                        | нет данных | Используется военно-инженерными подразделениями. |
| Grove                                             |             | Германия             | Автокран                                        | нет данных | Используется военно-инженерными подразделениями. |
| Autogrider                                        |             | Румыния              | Грейдер                                         | 30+        | Используется военно-инженерными подразделениями. |
| Bulldozer                                         |             | Румыния              | Бульдозер                                       | 10         | Используется военно-инженерными подразделениями. |
| SŁ-34                                             |             | Польша               | Колесный погрузчик                              | 6          | Используется военно-инженерными подразделениями. |
| MFRD                                              |             | Франция              | Буровая машина                                  | нет данных | |
| СНАР-10М «Пантера»                                |             | СССР                 | Станция наземной артиллерийской разведки        | 9          | |
| PMA                                               |             | ГДР                  | Бронеавтомобильный мост                         | 54         | Используется военно-инженерными подразделениями. |
| Грузовики                                         |             |                      |                                                 |            | |
| DAC                                               |             | Румыния              | Грузовик                                        | 500+       | Шасси DAC 665T также используется для реактивной системы залпового огня APR-40, а слегка улучшенный APRA-40 основан на DAC 15.215 DFAEG. |
| ROMAN                                             |             | Румыния              | Грузовик                                        | 160+       | Шасси для систем вооружения, таких как LAROM, ATROM, в качестве транспортно-загрузочной машины для ракетных контейнеров, для перевозки командных пунктов и метеорологических станций и различных других транспортных задач. |
| FMTV                                              |             | США                  | Гузовик                                         | 10/54      | Вспомогательные автомобили для HIMARS |
| Iveco                                             |             | Италия Румыния       | Грузовик                                        | 815+       | Увеличение числа в конфигурациях 4x4, 6x6 и 8x8. Используется для перевозки автомобилей, грузов и т. д. В 2015 г. было закуплено 57 грузовиков, в 2017 г. – еще 173. Грузовики по первому контракту в количестве 942 единиц должны быть поставлены до 2024 г. Из поставленного 301-го грузовика производство будет продолжено на заводе Iveco. завод в Петрешть. По состоянию на 2022 год в Румынии было произведено 514 грузовиков. Всего нужно 2902 единицы. |
| Беспилотные летательные аппараты                  |             |                      |                                                 |            | |
| ScanEagle                                         |             | США                  | ударный БПЛА                                    | нет данных | Использовался в операций в Афганистане |
| RQ-11 Raven                                       |             | США                  | БПЛА                                            | нет данных | На вооружении пехотных частей |
| Bayraktar TB2                                     |             | Турция               | ударный БПЛА                                    | 18         | Закуплено у Турецкой армии |

## Военная авиация
Сухопутные войска Румынии не имеют собственной авиации. Вместо этого, для нужд Сухопутных войск, используются самолёты и вертолёты ВВС Румынии.

## Галерея

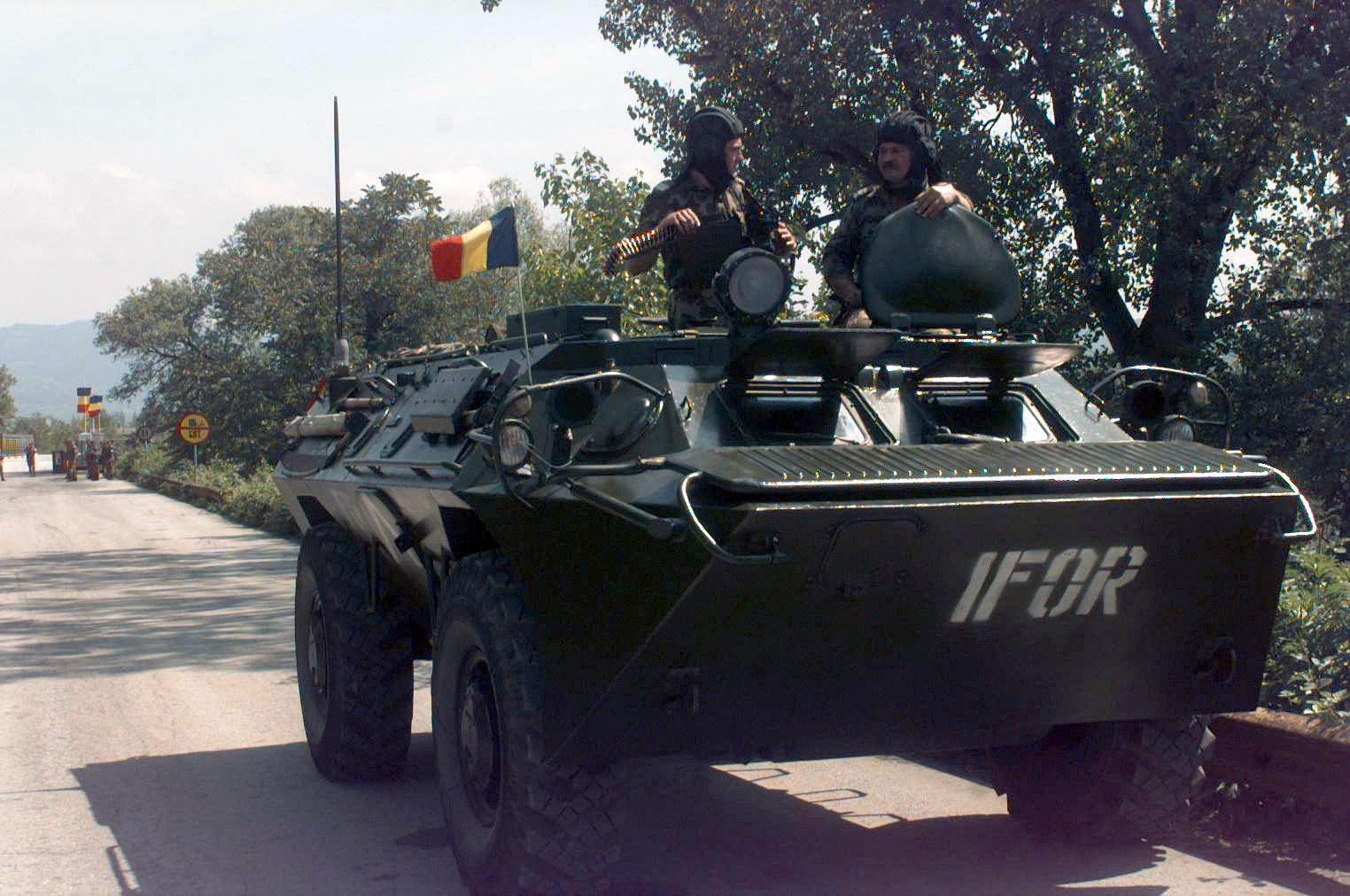
TABC-79
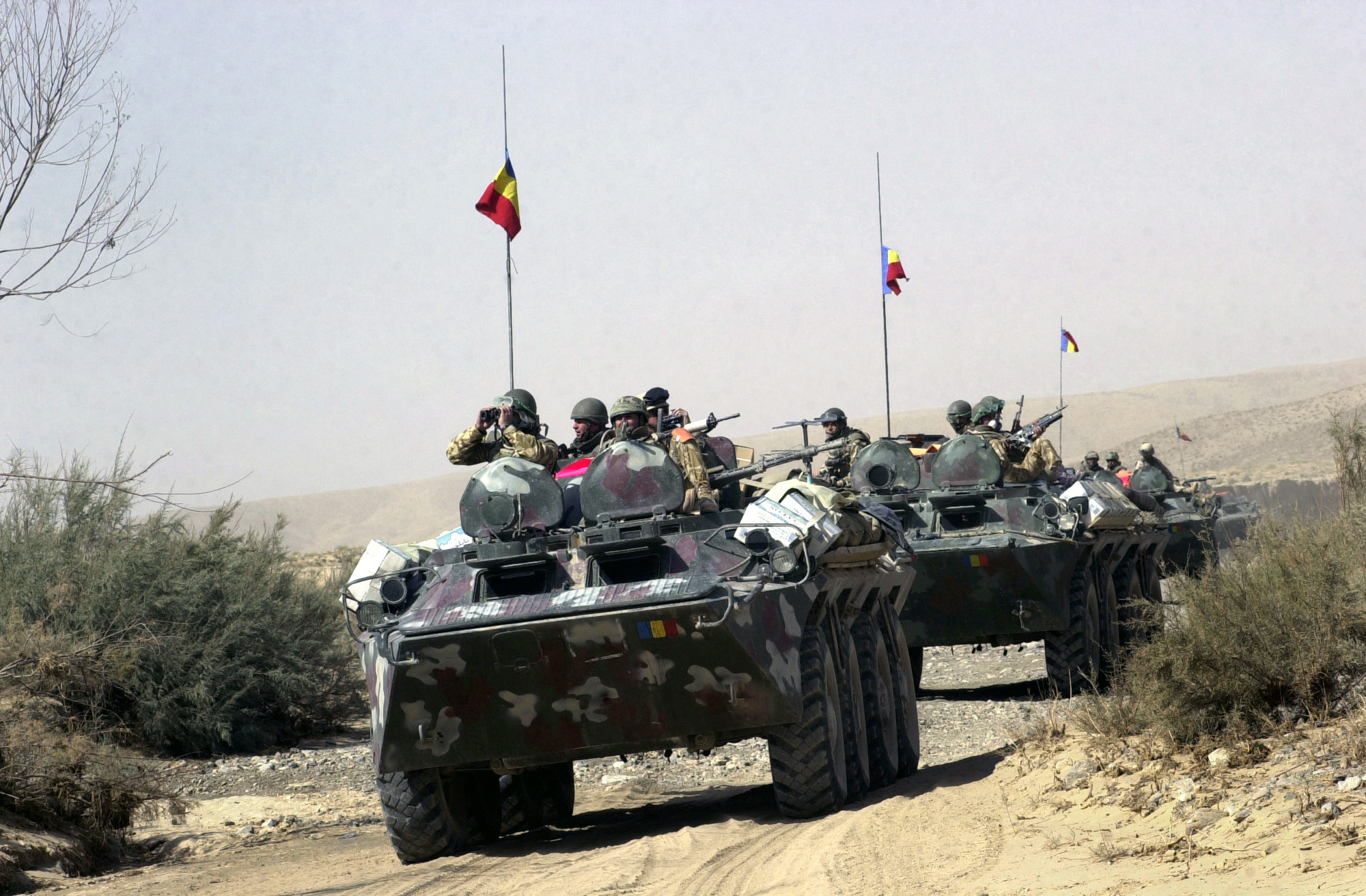
B33 Zimbru
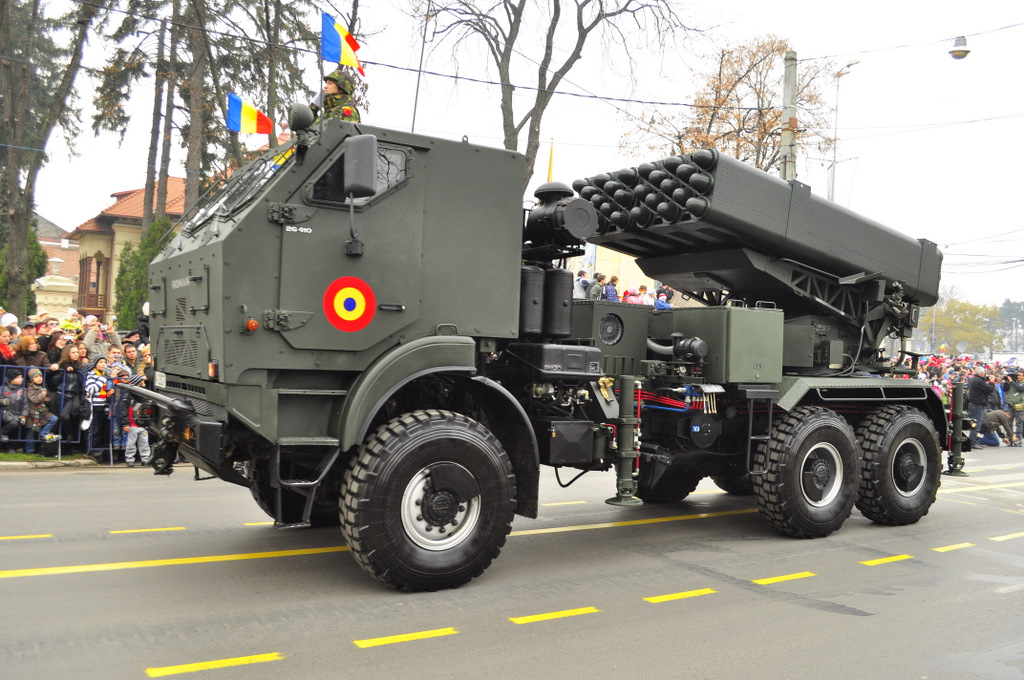
LAROM
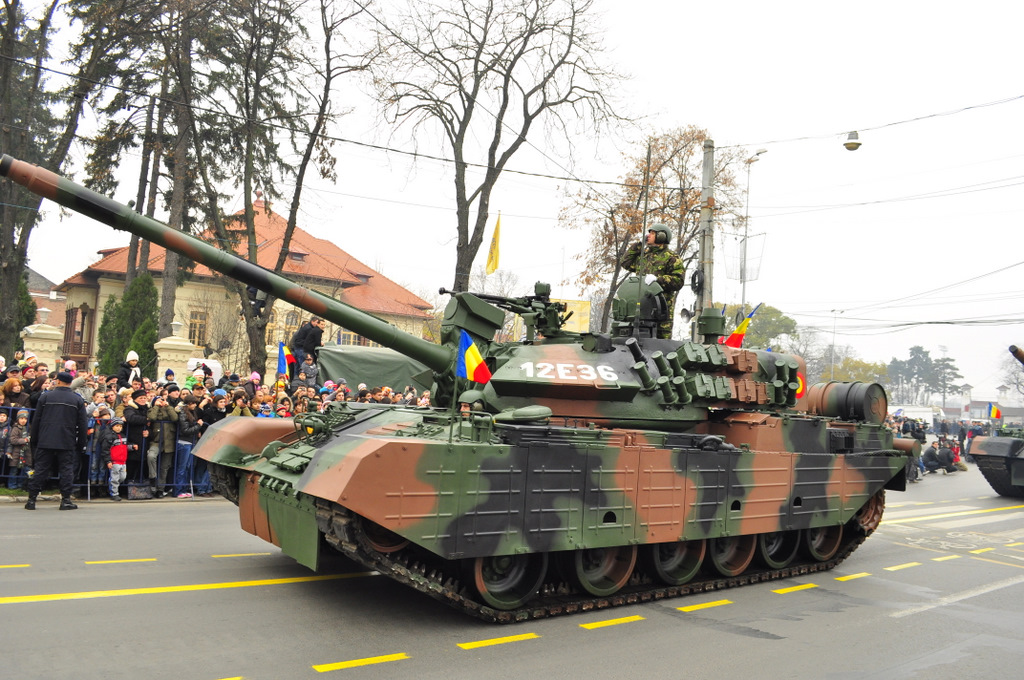
TR 85 M1 «Bizonul»

## Знаки различия

### Генералы и офицеры
| Категории               | Генералы      | Генералы           | Генералы          | Генералы           | Старшие офицеры | Старшие офицеры    | Старшие офицеры | Младшие офицеры | Младшие офицеры | Младшие офицеры   |
| ----------------------- | ------------- | ------------------ | ----------------- | ------------------ | --------------- | ------------------ | --------------- | --------------- | --------------- | ----------------- |
| Погон                   |               |                    |                   |                    |                 |                    |                 |                 |                 |                   |
| Румынское звание        | General       | General-locotenent | General-maior     | General de brigadă | Colonel         | Locotenent-colonel | Maior           | Căpitan         | Locotenent      | Sublocotenent     |
|                         |               |                    |                   |                    |                 |                    |                 |                 |                 |                   |
| Российское соответствие | Генерал армии | Генерал-полковник  | Генерал-лейтенант | Генерал-майор      | Полковник       | Подполковник       | Майор           | Капитан         | Лейтенант       | Младший лейтенант |

### Специалисты
| Категории               | Подофицеры                | Подофицеры              | Подофицеры              | Подофицеры              | Сержанты                | Сержанты                |
| ----------------------- | ------------------------- | ----------------------- | ----------------------- | ----------------------- | ----------------------- | ----------------------- |
|                         |                           |                         |                         |                         |                         |                         |
| Румынское звание        | Maistru Militar Principal | Maistru Militar clasa 1 | Maistru Militar clasa 2 | Maistru Militar clasa 3 | Maistru Militar clasa 4 | Maistru Militar clasa 5 |
| Российское соответствие | Старший прапорщик         | Прапорщик               | нет                     | Старшина                | Старший сержант         | Сержант                 |

### Подофицеры и солдаты
| Категории               | Подофицеры                   | Подофицеры         | Подофицеры      | Подофицеры | Сержанты        | Сержанты |
| ----------------------- | ---------------------------- | ------------------ | --------------- | ---------- | --------------- | -------- |
|                         |                              |                    |                 |            |                 |          |
| Румынское звание        | Plutonier adjutant principal | Plutonier adjutant | Plutonier-major | Plutonier  | Sergent-major   | Sergent  |
| Российское соответствие | Старший прапорщик            | Прапорщик          | нет             | Старшина   | Старший сержант | Сержант  |

### Знаки на головные уборы

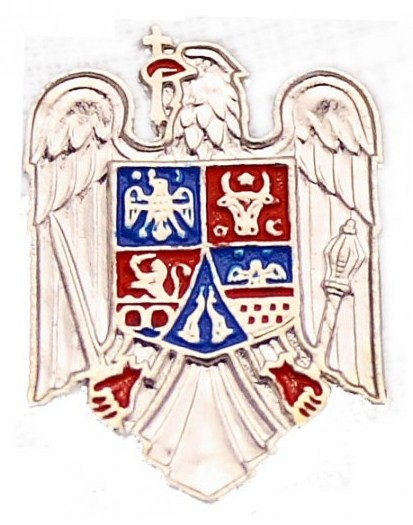
Общий знак
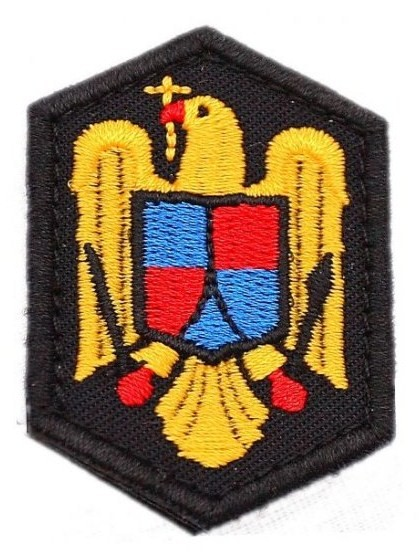
Знак на полевую шапку